# Egor Gangardt
Egor Egorovici Gangardt (în rusă Егор Егорович Гангард) a fost un general rus și guvernator al Basarabiei între anii 1867 – 1871.